# 스트레이 블레이드
스트레이 블레이드(Stray Blade)는 포인트 블랭크 게임스(Point Blank Games)에서 개발하고 505 게임스에서 2023년에 출시한 액션 롤플레잉 비디오 게임이다.

## 게임플레이
모험가 파렌 웨스트(Farren West)는 아크레아(Acrea)의 로스트밸리(Lost Valley)를 찾다가 사망하지만 나중에 보지(Boji)라는 말하는 늑대에 의해 부활된다. 플레이어는 남성 또는 여성으로 사용자 지정할 수 있는 웨스트(West)를 제어하고 웨스트를 부활시키는 데 사용되는 수정 보지의 통제에서 벗어나려고 시도한다. 플레이어는 전투에서 공격을 피하거나 막아야 한다. 적은 색상을 깜박임으로써 다음 공격을 나타낸다. 빨간색 공격은 피해야 하고 파란색 공격은 피해야 한다. 공격하려면 플레이어는 충분한 체력이 필요하며, 완벽한 타이밍에 회피와 패리를 통해 체력을 회복한다. 플레이어는 콤보를 실행할 수도 있다. 보스를 물리친 후 플레이어는 스킬 트리를 통해 캐릭터를 커스터마이즈하는 데 사용할 수 있는 특수 능력을 얻는다. 보지는 전투에서 플레이어를 돕고 자신의 기술을 가지고 있다.

## 개발
505 게임스는 2023년 4월 20일에 윈도우, 플레이스테이션 5 및 엑스박스 시리즈 X/S용으로 출시했다.

## 반응
스트레이 블레이드는 메타크리틱에서 엇갈린 리뷰를 받았다. 플레이스테이션 버전의 일부 버그와 성능 저하에도 불구하고 푸시 스퀘어는 보급형 소울라이크 게임을 찾는 플레이어에게 스트레이 블레이드를 추천했다. 전투가 "느리고 부정확"할 수 있다고 평했지만 아트 스타일, 내러티브 및 전투를 칭찬했다. IGN은 소울라이크 게임의 장르 관습을 깨기 위해 "시도하고 실패"했다고 썼다. 다채로운 세계와 단순화된 전투를 즐겼지만 다른 소울라이크 게임의 품질이 부족하다고 느꼈다.